# Mistrzostwa NCAA Division I w Zapasach w 1931
Mistrzostwa NCAA Division I w zapasach rozgrywane były w Providence w dniach 27–28 marca 1931 roku. Zawody odbyły się w Marvel Gymnasium, na terenie Uniwersytecie Browna.

## Wyniki

### Drużynowo
| Kolejność | Szkoła                    | Zespół   |
| --------- | ------------------------- | -------- |
| 1.        | Oklahoma State University | Cowboys  |
| 2.        | Iowa State University     | Cyclones |
| 3.        | Kansas State University   | Wildcats |

### All American

#### 118 lb
| Lp. | Zawodnik      | Szkoła         |
| --- | ------------- | -------------- |
| 1.  | John Engel    | Lehigh         |
| 2.  | Jesse Arends  | Northern Iowa  |
| 3.  | Andrew Hesser | Oklahoma State |

#### 126 lb
| Lp. | Zawodnik      | Szkoła         |
| --- | ------------- | -------------- |
| 1.  | Robert Pearce | Oklahoma State |
| 2.  | Lyle Morford  | Cornell Iowa   |
| 3.  | Joe Fickel    | Kansas State   |

#### 135 lb
| Lp. | Zawodnik     | Szkoła         |
| --- | ------------ | -------------- |
| 1.  | Richard Cole | Iowa State     |
| 2.  | John Devine  | Oklahoma State |
| 3.  | Harry Byam   | Michigan State |

#### 145 lb
| Lp. | Zawodnik      | Szkoła         |
| --- | ------------- | -------------- |
| 1.  | Bill Doyle    | Kansas State   |
| 2.  | Walter Thomas | Iowa State     |
| 3.  | Walter Young  | Oklahoma State |

#### 155 lb
| Lp. | Zawodnik        | Szkoła         |
| --- | --------------- | -------------- |
| 1.  | LeRoy McGuirk   | Oklahoma State |
| 2.  | John Richardson | Kansas State   |
| 3.  | Orville Orr     | Northern Iowa  |

#### 165 lb
| Lp. | Zawodnik        | Szkoła         |
| --- | --------------- | -------------- |
| 1.  | Jack van Bebber | Oklahoma State |
| 2.  | Bob Hess        | Iowa State     |
| 3.  | Phil Shanker    | Lehigh         |

#### 175 lb
| Lp. | Zawodnik        | Szkoła         |
| --- | --------------- | -------------- |
| 1.  | Conrad Caldwell | Oklahoma State |
| 2.  | Carl Dougovito  | Michigan       |
| 3.  | Wes Brown       | Northwestern   |

#### UNL
| Lp. | Zawodnik       | Szkoła       |
| --- | -------------- | ------------ |
| 1.  | Jack Riley     | Northwestern |
| 2.  | Harry Fields   | Haverford    |
| 3.  | Hevt Errington | Kansas State |